# Carni siciliane
Con l'espressione carni siciliane ci si riferisce alla particolare produzione di carne presente nell'isola siciliana. Sono produzioni di carne fresca di vacca, di pecora, di capra e di maiale allevati secondo metodi tradizionali e tipici della Sicilia.
Si tratta di prodotti tradizionali siciliani e come tali sono stati inseriti nella lista dei prodotti agroalimentari tradizionali italiani (P.A.T) del Ministero delle politiche agricole alimentari e forestali (Mipaaf).
Sono prodotti a cui le condizioni specifiche dell'allevamento e dell'alimentazione conferiscono un colore più marcato, una compattezza ed una sapidità maggiore oltre al sapore più deciso derivante dagli aromi presenti nel foraggio.

## Caratteristiche
La denominazione riconosciuta dal Mipaaf, inserita negli elenchi dei P.A.T. nella sezione della Regione Siciliana e tutelata dalle leggi è: Carne fresca di vacca, di pecora, di capra e di maiale.

### Lavorazione e stagionatura
Gli allevamenti per produrre le carni siciliane riconosciute come P.A.T sono allo stato semi-brado. Tale attività è sviluppata nelle aree più collinari e montuose dell'isola che si trovano soprattutto nell'interno. L'alimentazione foraggera porta all'assimilazione degli aromi delle bacche, ghiande e tuberi locali. Durante i periodi più rigidi gli animali possono essere ricoverati nelle stalle ed alimentati con foraggi e granaglie di produzione aziendale. La macellazione avviene nei macelli locali permettendo agli animali uno scarso stress da trasporto e avvicinando la produzione al concetto di chilometro zero

### Filiera produttiva
Oltre alla tradizione di un allevamento semibrado e talvolta nomade, le carni siciliane, riconosciute come tradizionali, vengono prodotte sul posto con tecniche che si tramandano da alcuni secoli. Il taglio della carne fresca avviene spesso nei locali attigui a quelli del punto vendita o addirittura nel medesimo punto vendita. Per tradizione il cliente deve poter assistere alle operazioni di taglio e preparazione del prodotto.